# استبانیا
استبانیا (به لاتین: Estebanía) یک منطقهٔ مسکونی در جمهوری دومینیکن است که در استان آزوا واقع شده‌است. استبانیا ۱۵۹٫۲۰ کیلومتر مربع مساحت و ۱۰٬۱۵۴ نفر جمعیت دارد.